# Metalobosia postcaerulescens
Metalobosia postcaerulescens är en fjärilsart som beskrevs av Rothschild 1913. Metalobosia postcaerulescens ingår i släktet Metalobosia och familjen björnspinnare. Inga underarter finns listade i Catalogue of Life.